# Unua Libro

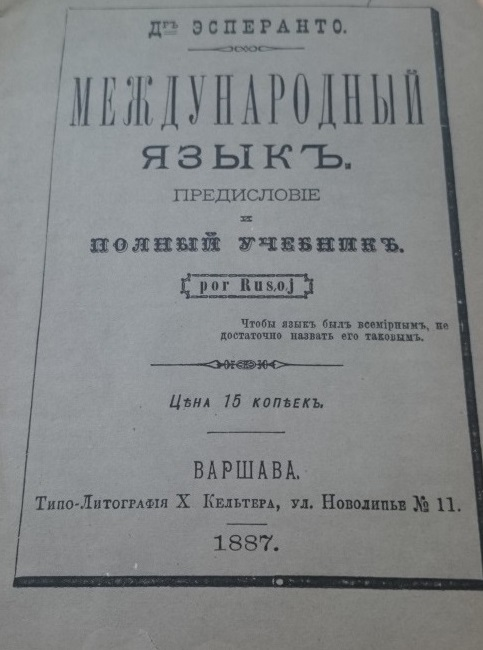
La Unua Libro - 1887

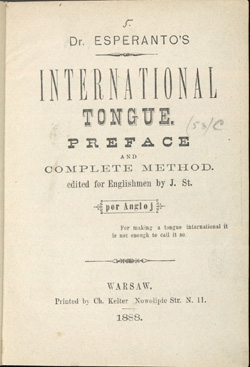
La Unua Libro - Engelstalige uitgave 1888

Het boek "Unua Libro" is het eerste leerboek van de internationale taal Lingvo Internacia, heden Esperanto genoemd. Het werd geschreven door L. L. Zamenhof, en uitgegeven in eind juli 1887, onder het pseudoniem "Doktoro Esperanto". (Vandaar de huidige benaming van de taal.)

## Talen
De originele uitgave was enkel in het Russisch, maar voor het eind van 1887 verschenen ook de versies in het Pools, het Duits en het Frans. In 1888 verscheen een eerste vertaling in het Engels.
Voor het eind van 1888 werd het tweede boek en het bijvoegsel ervan uitgegeven
onder de benamingen "Dua Libro" en "Aldono al la Dua Libro".
In 1889 werd het "Unua Libro" vertaald naar het Hebreeuws.

## Inhoud
Het boek omvat 40 pagina's plus kaft en groot blad.
De inhoud bestaat uit:
- een voorwoord (28 pagina's) waarin de eerste Esperanto-teksten staan:
  - het Onze Vader
  - teksten uit de Bijbel
  - een modelbrief
  - het gedicht Mia penso ("Mijn denken")
  - een vertaling uit het werk van Heinrich Heine
  - het gedicht Ho, mia kor' ("O, mijn hart")
- acht kaartjes, die als inhoud de belofte hebben om de taal grondig te leren als 10 miljoen personen publiek dezelfde belofte doen;
- het eigenlijke leerboek (6 pagina's) bestaande uit het Esperanto-alfabet en de zestien regels van de Esperanto-grammatica met voorbeelden
- op een apart blad bijgevoegd, een woordenlijst Esperanto-Russisch met een uitleg over het gebruik ervan